# Takuma Asano
Takuma Asano (* 10. listopad 1994 Komono) je japonský profesionální fotbalista, který hraje na pozici útočníka v japonském národním týmu. Ke květnu 2021 je bez angažmá.

## Klubová kariéra
Hrával za Sanfrecce Hiroshima.

## Reprezentační kariéra
Takuma Asano odehrál za japonský národní tým v roce 2015 celkem 3 reprezentační utkání.

## Statistiky
| Japonsko | Japonsko | Japonsko |
| Roky     | Záp.     | Góly     |
| -------- | -------- | -------- |
| 2015     | 3        | 0        |
| 2016     | 7        | 2        |
| 2017     | 7        | 1        |
| 2018     | 1        | 0        |
| 2019     | 2        | 1        |
| 2020     | 2        | 0        |
| 2021     | 2        | 1        |
| Celkem   | 24       | 5        |